# Leif Hornshøj
Leif Hornshøj (født 5. oktober 1945 i Feldborg) er en dansk tidligere købmand og politiker. Han var initiativtager til at oprette Fælleslisten i 2008 og partiets formand indtil 2012. Hornshøj blev ved regionsrådsvalget 2009 valgt til regionsrådet i Region Midtjylland for Fælleslisten, men trak sig fra posten i 2012 på grund af problemer med hjerteflimmer.
Han stillede op igen til regionsrådsvalget 2013 i Region Midtjylland, men blev ikke valgt ved valget, hvor Fælleslisten fik en stor tilbagegang og ikke blev repræsenteret i regionsrådet.
I 2017 stillede Fælleslisten ikke op til regionsvalget, men Hjortshøj stillede op til byrådsvalget i Holstebro Kommune for Fælleslisten i listeforbund med Kristendemokraterne uden at blive valgt. På det tidspunkt var han igen formand for Fælleslisten. Ved kommunalvalget 2021 var Hjortshøj spidskandidat på Kristendemokraternes liste, men opnåede heller ikke valg ved dette valg.
Hjortshøj har markeret sig i debatten om Udkantsdanmark og centralisering i Danmark. Specielt var modstanden mod bygningen af supersygehuset i Gødstrup en mærkesag for Fælleslisten.
Hornshøj er landmandssøn. Han kom efter 7 års skolegang i lære som købmand i Aulum og virkede i kømandsbranchen gennem hele sit arbejdsliv. Han gik på efterløn som 64-årig i 2009. Han var ikke politisk aktiv før stiftelsen af Fælleslisten.